# Krążowniki lekkie typu Arethusa (1932)
Krążowniki lekkie typu Arethusa – seria czterech brytyjskich krążowników lekkich z okresu II wojny światowej. Okręty te odznaczyły się zwłaszcza podczas walk na Morzu Śródziemnym. Dwa zostały zatopione podczas wojny, a jeden służył po wojnie w marynarce chińskiej. Nazwę typu Arethusa nosiła także wcześniejsza seria krążowników z okresu I wojny światowej.

## Historia powstania
U podstaw powstania krążowników typu Arethusa leżała brytyjska doktryna wojny morskiej, według której jedną z ról krążowników lekkich miało być działanie w składzie zespołów większych okrętów w celu prowadzenia rozpoznania i zwalczania wrogich niszczycieli, przewodząc własnym zespołom niszczycieli. Krążowniki przeznaczone do tej roli mogły być mniejsze i słabiej uzbrojone od krążowników przeznaczonych do działań samodzielnych. Z I wojny światowej marynarka brytyjska Royal Navy wyszła, posiadając spory zespół względnie nowoczesnych krążowników umiarkowanej wielkości, typów C i D (wyporności 4-5 tys. ton). Dopiero pod koniec lat 20., w miarę starzenia się tych typów, przystąpiono do opracowania udanego typu krążowników lekkich Leander, wyporności ok. 7000 t, dość dobrze opancerzonego i uzbrojonego w 8 dział kalibru 152 mm. Royal Navy doszła jednak do wniosku, że do spełniania zadań krążownika dla zespołów floty (Fleet Cruiser) potrzebuje także mniejszych okrętów, o lepszej manewrowości.
Po rozpatrzeniu pięciu projektów, wybrano w 1931 do dalszego rozwoju wariant o wyporności 4850 t i uzbrojeniu w 6 dział 152 mm w wieżach dwudziałowych, określony następnie od nazwy pierwszego okrętu jako typ Arethusa (była to tradycyjna nazwa, już noszona przez wcześniejszy typ krążowników). W toku rozwoju, zastosowano w projekcie będący nowym osiągnięciem w konstruowaniu okrętów naprzemienny (eszelonowy) układ przedziałów kotłowni i maszynowni, wzajemnie przedzielonych, w celu zmniejszenia prawdopodobieństwa uszkodzenia wszystkich kotłowni lub maszynowni jednym trafieniem. Stosując się do ogólnego limitu wyporności krążowników 91 000 ton, jakie Wielka Brytania mogła zbudować na mocy traktatu londyńskiego z 1930, postanowiono zbudować 9 krążowników typu Leander i 5 typu Arethusa, ale poprzestano na 8 Leanderach i 4 Arethusach, projektując następnie silniej uzbrojone krążowniki typu Southampton (Town), na wieść o nowych silnie uzbrojonych krążownikach japońskich.
W lutym 1932 zatwierdzono projekt nowego krążownika o wyporności zwiększonej w międzyczasie do 5450 t i 1 września 1932 zamówiono pierwszy okręt typu – HMS „Arethusa”. W ramach planów rozbudowy floty, w trzech kolejnych latach zamówiono dalsze trzy jednostki. Otrzymały one tradycyjne dla brytyjskiej marynarki imiona kobiece z mitologii greckiej i rzymskiej (Aretuza, Galatea, Penelopa, Aurora). Koszt budowy okrętów wynosił od 1,21 do 1,29 miliona funtów szterlingów.
| Nazwa    | Stocznia                        | Położenie stępki | Wodowanie            | Wejście do służby |
| -------- | ------------------------------- | ---------------- | -------------------- | ----------------- |
| Arethusa | Chatham Dockyard, Chatham       | 25 stycznia 1933 | 6 marca 1934         | 23 maja 1935      |
| Galatea  | Scotts, Greenock                | 2 czerwca 1933   | 9 sierpnia 1934      | 14 sierpnia 1935  |
| Penelope | Harland and Wolff, Belfast      | 30 maja 1934     | 15 października 1935 | 13 listopada 1936 |
| Aurora   | Portsmouth Dockyard, Portsmouth | 23 lipca 1935    | 20 sierpnia 1936     | 12 listopada 1937 |

Pierwszy okręt – „Arethusa” wszedł do służby w 1935 roku i pomyślnie przeszedł próby morskie. W budowie okrętów szeroko wykorzystano spawanie (po raz pierwszy w brytyjskiej flocie), co pozwoliło uzyskać około 200 ton oszczędności na tonażu w stosunku do zakładanej wielkości i w konsekwencji zdecydowano na dwóch ostatnich okrętach serii wzmocnić średnią artylerię przeciwlotniczą z 4 do 8 dział uniwersalnych 102 mm Mk XVI na podwójnych podstawach; uzbrojenie takie zamontowano przed wojną także na „Galatei”, a na „Arethusie” w 1942 roku. „Aurora” była wyposażona jako okręt flagowy niszczycieli floty metropolii i różniła się od okrętów bliźniaczych brakiem katapulty i wodnosamolotu, zastąpionych przez dodatkowe pomieszczenia sztabowe. Na wszystkich okrętach jednak w okresie 1940-1941 zdemontowano wyposażenie lotnicze, montując w zamian dwa stanowiska poczwórnych działek przeciwlotniczych 40 mm „pom-pom” oraz do 8 pojedynczych działek 20 mm. Podczas wojny wyposażono je także w radary i trójnożne maszty zamiast palowych; poza tym nie przechodziły większych modernizacji. Powyższe modernizacje wojenne, polegające głównie na wzmacnianiu uzbrojenia plot, spowodowały zwiększenie wyporności okrętów o ok. 700 ton.

## Opis konstrukcji
Ogólnie konstrukcja okrętów przypominała pomniejszony typ Amphion / Perth (rozwinięcie typu Leander z naprzemiennym układem siłowni) – skrócony o ok. 15 m z uwagi na mniejszą liczbę wież artylerii głównej i z cieńszym opancerzeniem, o podobnym schemacie. Opancerzenie stanowił burtowy pas pancerny grubości 57 mm, chroniący siłownię okrętu (na ok. 35% jego długości) i przykrywający go pokład pancerny 25,4 mm. Ponadto komory amunicyjne miały opancerzenie w formie skrzyń o grubości pancerza 25,4 mm (komory pocisków) i 51–76 mm (komory ładunków prochowych). Łącznie pancerz stanowił 11,8% wyporności standardowej (porównywalny stosunek jak w typie Leander).
Jak na swoją umiarkowaną wielkość, wynikającą z postawionych im zadań, krążowniki typu Arethusa były udanymi okrętami, o dobrze zbalansowanych charakterystykach. Z uwagi na ograniczenie ich wielkości, były jednak nieco słabiej opancerzone od większości nowych lekkich krążowników budowanych od połowy lat 30., a przede wszystkim miały mniejszą od nich liczbę dział. Były one porównywalne natomiast pod tymi względami z nielicznymi innymi krążownikami projektowanymi w podobnych celach: o kilka lat późniejszym japońskim typem Agano i holenderskim typem Tromp, który jednak był jeszcze mniejszy i słabiej opancerzony. Pancerz Aretuz był mimo to porównywalny lub lepszy od wielu starszych krążowników, m.in. włoskich Condottieri A i B, operujących na Morzu Śródziemnym. Chronił on w dobrym stopniu najistotniejsze części okrętów przed pociskami niszczycieli, które miały być w założeniu ich głównym przeciwnikiem. Podczas wojny istotnie krążowniki typu Arethusa najczęściej ścierały się z niszczycielami, mimo że ostatecznie były używane w taki sam sposób, jak brytyjskie „pełnowymiarowe” krążowniki lekkie, to jest m.in. w składzie samodzielnych małych zespołów. Dodatkową ich zaletą było silne jak na swoją wielkość uzbrojenie przeciwlotnicze. Miały one również, przy umiarkowanej prędkości, bardzo dobre własności morskie i manewrowość porównywaną przez niektórych z niszczycielami. Na bazie kadłuba okrętów typu Arethusa zaprojektowano później przeciwlonicze krążowniki lekkie typu Dido. Na typie Arethusa oparto też zbudowany dla Argentyny krążownik „La Argentina”, aczkolwiek przy niewielkim wzroście wielkości otrzymał on uzbrojenie z 9 dział 152 mm w trzydziałowych wieżach.

## Służba okrętów w skrócie
Szczegóły w artykułach o poszczególnych okrętach

### Początek wojny i kampania norweska 1939–1940
Przed II wojną światową HMS „Arethusa”, „Penelope” i „Galatea” służyły na Morzu Śródziemnym, lecz po wybuchu wojny, w grudniu 1939, przebazowano je do Wielkiej Brytanii, gdzie już od września służyła bojowo na Morzu Północnym HMS „Aurora”.
Wszystkie cztery krążowniki działały następnie głównie na Morzu Północnym, tworząc 2. Eskadrę Krążowników, po czym wzięły udział w kampanii norweskiej w kwietniu i maju 1940. „Penelope” od 10 kwietnia 1940 działała pod Narwikiem, lecz 11 kwietnia uszkodziła dno na skale podwodnej i została wycofana do Wielkiej Brytanii na długi remont i modernizację, trwające aż do lipca 1941. „Arethusa” i „Galatea” transportowały na pokładach wojska do Åndalsnes w Norwegii, wraz z innymi okrętami, 18 i 22–23 kwietnia 1940, a następnie ewakuowały je stamtąd 1 maja. „Aurora” została okrętem flagowym dowódcy wojsk sojuszniczych w północnej Norwegii i działała pod koniec kwietnia i w maju w rejonie Narwiku, wspierając tam operacje lądowe i ostrzeliwując niemieckie pozycje. 18 maja 1940 została lekko uszkodzona trafieniem bomby.

### Atlantyk, Arktyka i Morze Śródziemne 1940-1941
HMS „Arethusa” i „Galatea” wzięły udział w kampanii francuskiej, wspierając ogniem artylerii wojska w rejonie Calais 24–26 czerwca 1940. 28 czerwca „Arethusa” została przerzucona do Floty Śródziemnomorskiej, gdzie weszła w skład Zespołu „H” w Gibraltarze, działając na zachodnim Morzu Śródziemnym, m.in. biorąc udział w akcji przeciw flocie francuskiej w Mers el-Kebir i  operacji Hurry dostarczenia samolotów na Maltę. Już w sierpniu jednak wycofano ją do Wielkiej Brytanii na krótki remont (do września). „Galatea”, działając na wodach brytyjskich, w składzie Sił Humber, 1 i 9 września została lekko uszkodzona na niemieckich minach, po czym była remontowana do stycznia 1941.
Od drugiej połowy 1940 „Aurora” i „Arethusa” i od początku 1941 „Galatea”, działały na północnym Atlantyku, m.in. patrolując w okolicy Islandii i Wysp Owczych. „Galatea” i „Aurora” wzięły w maju 1941 udział w akcji poszukiwania pancernika „Bismarck”, w eskorcie lotniskowca HMS „Victorious”. 3 czerwca 1941, „Aurora” odnalazła i zatopiła z krążownikiem „Kenya” niemiecki okręt zaopatrzeniowy okrętów podwodnych „Belchen”.
W lipcu 1941 „Arethusa” uczestniczyła w składzie Zespołu „X” w eskorcie konwoju Substance na Maltę, po czym powróciła do Anglii. Od lipca do września 1941 „Aurora” działała w Arktyce w składzie Zespołu „K” z krążownikiem HMS „Nigeria”, dokonując m.in. rajdu na Spitsbergen i topiąc u wybrzeża norweskiego niemiecki szkolny okręt artyleryjski „Bremse” 7 września. Jako okręt flagowy Zespołu „Z” „Arethusa” wzięła udział w rajdzie komandosów na norweskie Lofoty (operacja Anklet) w grudniu 1941, podczas którego odniosła uszkodzenia na skutek ataków lotnictwa (podczas remontu trwającego do kwietnia 1942 wzmocniono średnią artylerię przeciwlotniczą do poziomu pozostałych okrętów typu).

### Morze Śródziemne 1941-1942
W lipcu 1941 HMS „Galatea” została skierowana na wschodnie Morze Śródziemne, stacjonując w Aleksandrii. 14 grudnia 1941 przed północą została storpedowana pod Aleksandrią przez niemiecki okręt podwodny U-557 i zatonęła z 23 oficerami i 447 marynarzami.
W październiku 1941 „Aurora” i „Penelope” zostały skierowane na Morze Śródziemne, dla wzmocnienia obrony Malty, tworząc z dwoma niszczycielami („Lance” i „Lively”) Zespół K, podejmujący z Malty aktywne działania przeciw włoskiej żegludze. 9 listopada 1941 okręty zespołu zatopiły wszystkie 7 statków włoskiego konwoju „Beta” („Duisburg”) oraz niszczyciel „Fulmine”. 24 listopada 1941 „Penelope” zatopiła mały konwój z dwóch niemieckich statków. 1 grudnia 1941 krążowniki zatopiły włoski statek „Adriatico”, a następnie niszczyciel „Alvise da Mosto” i zbiornikowiec „Iridio Mantovani”. 16 grudnia zespół eskortował transportowiec „Breconshire” na Maltę. Podczas kolejnej akcji Zespołu K 19 grudnia pod Trypolisem, „Aurora” została poważnie uszkodzona na włoskiej minie, a „Penelope” została lekko uszkodzona wybuchem miny (ponadto w akcji tej zatonął na minach krążownik HMS „Neptune”). „Aurora” została następnie wysłana na remont do Anglii, trwający do czerwca 1942.
„Penelope” w styczniu i lutym 1942 osłaniała konwoje na Maltę z Aleksandrii i z powrotem. 22 marca podczas osłony konwoju MF-10, wraz z czterema krążownikami przeciwlotniczymi, brała udział w drugiej bitwie w zatoce Syrta z ciężkimi okrętami włoskimi, zakończonej odwrotem Włochów. „Penelope” następnie uczestniczyła w odpieraniu ciężkich ataków niemieckiego lotnictwa na Maltę, podczas których została kilkakrotnie uszkodzona, w tym bombą 26 marca. Na skutek uszkodzeń została wysłana na remont do USA i Wielkiej Brytanii, trwający do listopada 1942.
W maju 1942 na wschodnie Morze Śródziemne została skierowana „Arethusa”. Stacjonując w Aleksandrii brała udział w osłonie konwojów stamtąd na Maltę. 18 listopada 1942 podczas operacji konwojowej Stoneage, została poważnie uszkodzona przez prawdopodobnie włoski samolot torpedowy (zginęło 156 członków załogi), po czym została skierowana na długi remont i modernizację w USA i Anglii, do kwietnia 1944.
W październiku 1942 „Aurora” powróciła na Morze Śródziemne, wchodząc w skład Zespołu H w Gibraltarze. 8 listopada 1942 w ramach operacji Torch wspierała desant w Oranie, biorąc główny udział w zatopieniu stawiających opór francuskich niszczycieli „Tramontane”, „Tornade” i „Épervier”. Pod koniec 1942 weszła w skład 12. Eskadry Krążowników Zespołu Q, bazującego w Bon w Algierii. 2 grudnia 1942 wzięła udział w nocnej walce z włoskim konwojem koło przylądka Bon, topiąc niszczyciel „Folgore” i biorąc udział w zatopieniu 4 statków konwoju. W styczniu 1943 do zespołu Q dołączyła „Penelope”.

### Morze Śródziemne 1943-1945 i Normandia
W pierwszej połowie 1943 intensywność walk na Morzu Śródziemnym zmalała. „Aurora” i „Penelope” w czerwcu 1943 ostrzeliwały baterie nadbrzeżne na Pantellerii i Lampedusie, w lipcu i sierpniu wspierały operację desantową Husky na Sycylii (10 lipca) i ostrzeliwały cele nabrzeżne we Włoszech. 9 września brały udział w wysadzeniu desantu w Tarencie (operacja Slapstick), następnie wspierały wojska pod Salerno. W październiku brały udział w kampanii na wyspach Morza Egejskiego. 7 października „Penelope” wzięła udział w zniszczeniu niemieckiego konwoju barek desantowych, po czym została lekko uszkodzona przez lotnictwo niemieckie. 30 października 1943 „Aurora” została uszkodzona tam bombą lotniczą, po czym była remontowana do kwietnia 1944.
22 stycznia 1944 „Penelope” wzięła udział w ubezpieczaniu desantu pod Anzio, a następnie wspierała tam wojska na lądzie. 18 lutego 1944 została storpedowana przez niemiecki okręt podwodny U-410 na północny zachód od Neapolu i zatonęła (zginęło 415 członków załogi).
W połowie 1944 „Aurora” powróciła do służby na Morzu Śródziemnym. Wchodziła w skład zespołu wsparcia desantu alianckiego w południowej Francji 15 sierpnia 1944. Następnie od września 1944 działała ponownie wśród wysp Morza Egejskiego, a następnie do końca wojny na wodach greckich.
Po ukończeniu remontu, „Arethusa” wzięła udział w czerwcu 1944 we wsparciu ogniowym lądowania wojsk alianckich w Normandii, na odcinku „Sword”. 24 i 25 czerwca 1944 została uszkodzona przez bliskie wybuchy bomb. W styczniu 1945 ponownie została skierowana na wschodnie Morze Śródziemne, działając na wodach greckich.
Po wojnie, w listopadzie 1945 „Arethusa” została wycofana no rezerwy w Wielkiej Brytanii, w 1949 wycofana ze służby i w 1950 złomowana w Newport w USA.

### Służba we flocie Chin
„Aurora” w 1948 została sprzedana nacjonalistycznemu rządowi Republiki Chińskiej. Przekazanie okrętu, pod nazwą „Chung King” nastąpiło 19 maja 1948. Uczestniczył on w walkach rządowych sił kuomintangowskich z armią komunistyczną, ostrzeliwując pozycje lądowe. W marcu 1949 załoga krążownika uprowadziła go i zdała siłom komunistycznym w Weihai, jednakże już 19 marca 1949 okręt został zbombardowany w porcie Dagu w Zatoce Liaotuńskiej przez kuomintangowskie ciężkie bombowce B-24, po czym przewrócił się i zatonął. Został później podniesiony i wcielony do służby w 1951 w marynarce ChRL pod nazwą „Hsuang Ho”, następne zmienioną na „Pei Ching”, a później na  „Kuang Chou”. Mimo to, zrezygnowano z remontu jako nieopłacalnego. Od 1955 okręt służył jako stacjonarny okręt szkolny, złomowany prawdopodobnie w 1966.
Zobacz szczegółowe losy okrętów w osobnych artykułach

## Dane techniczne
- wyporność:
  - standardowa: 5220-5270 t
  - pełna: 6665-6715 t
- wymiary:
  - długość: 154,33 m
  - szerokość: 15,56 m
  - zanurzenie: 5,1 m
- napęd: 4 turbiny parowe systemu Parsonsa(inne języki) o mocy łącznej 64 000 KM, 4 kotły parowe Admiralicji, 4 śruby
- prędkość maksymalna: 32,25 w.
- zasięg: 5500 mil morskich przy prędkości 15 w (podawane są różne dane)
- zapas paliwa: 1327 t mazutu
- załoga: 500-625 (w czasie wojny zwiększana)

Uzbrojenie i wyposażenie:
- 6 dział 152 mm Mk XXIII w wieżach dwudziałowych Mk XXI (3xII).
  - długość lufy L/50 kalibrów (7620 mm), donośność maksymalna 23.300 m, kąt podniesienia 60°, masa pocisku 50,8 kg, zapas amunicji – 200 na działo.
- 8 dział uniwersalnych 102 mm Mk XVI w stanowiskach dwudziałowych Mk XIX przykrytych maskami (4xII) (początkowo 4 działa Mk V na dwóch pierwszych okrętach – 4xI)
- 8 działek przeciwlotniczych 40 mm Vickers Mk VIII w poczwórnych stanowiskach Mk VII (2xIV – od 1940-1941)
- 5-9 działek przeciwlotniczych 20 mm Oerlikon (od 1941, liczba zwiększana podczas wojny)
- 8 wkm 12,7 mm plot (2xIV) (do 1940–1941)
- 6 wyrzutni torpedowych 533 mm (2xIII)
- 1 wodnosamolot Fairey Seafox, katapulta (tylko do 1940–1941)

Opancerzenie:
- pas burtowy: 57 mm
- pokład pancerny: 25,4 mm
- przednia i tylna gródź cytadeli pancernej: 25,4 mm
- komory amunicyjne: 76–51 mm i 25,4 mm
- wieże: 25,4 mm
- barbety: 19 mm
- masa: 618 t.